# Deditio
Nel diritto romano, la deditio  ('sottomissione') era un istituto giuridico che poneva una comunità (detta dedita) nel transitorio potere normativo di Roma. In seguito, il comandante romano, consultandosi con il suo consilium, decideva se restituire l'autonomia alla comunità dedita, scelta che doveva essere infine ratificata dagli organi di stato romani.
Ad ogni modo, alla comunità dedita, sebbene sottomessa in tutto e per tutto a Roma, veniva comunque garantita la vita e la libertà, grazie al concetto di fides.
Dediticii, ossia non Romani, formalmente privi di ogni altra appartenenza cittadina, erano anche coloro che erano stati accomodati nei confini dell'Impero e che vennero esclusi dall'attribuzione della cittadinanza romana dalla Constitutio Antoniniana, anche se l'interpretazione di tale esclusione, riportata dal papiro di Gießen, è complessa.